# Крушево (дем Синтика)
Вижте пояснителната страница за други населени места с името Крушево.
Крушево или Крушово (на гръцки: Αχλαδοχώρι, Ахладохори, катаревуса: Αχλαδοχώριον, Ахладохорион, в превод крушево село, до 1927 година Κρούσοβο/ν, Крусово/н) е село в Република Гърция, част от дем Синтика в област Централна Македония.

## География
Крушево е село в историко-географската област Мървашко, разположено на 20 километра североизточно от град Валовища (Сидирокастро) в долината на Белица или Крушовска река (на гръцки Крусовитис) в центъра на малка котловина затворена между планините Славянка (Орвилос) от север Шарлия (Ори Врондус) от юг, Сенгелската планина (Ангистро) от запад и Черна гора (Мавро Вуно) от изток.

## История

### Етимология
Според Йордан Н. Иванов името е от круша и е обикновено в българската топонимия. Жителското име е кру̀шовя̀нин, кру̀шовя̀нка, кру̀шовя̀не или кру̀шовалѝя, кру̀шовалѝйка, кру̀шовалѝи.

### Праистория, Античност и Средновековие
Крушево още в древността е важно селище, за което свидетелстват многото развалини от различни епохи, разположени край него – праисторическо селище от късния неолит в местността Алцова кула, средновековно селище на север от селото и разрушено селище в местността Селене. На 5 километра североизточно от селото в местността Градище има останки от укрепено селище. Според старо предание първоначално Крушево се е намирало на това място. В миналото тук са откривани много монети, сечива и други старини. На север от Градище в пещерата Капе има скална църква „Свети Спас“, описана от Яворов в „Хайдушки копнения“. Според предание, записано от българския учен Йордан Н. Иванов тя е построена по време на гоненията срещу християните от някой си Трайче, който се спасил тук от преследванията на иноверците. Местният управител заповядал да я изгорят, но тя останала непокътната в пещерата.
Селото е споменато като Крушово (Κρούσοβον) в документ от 1319 – 20 година на преброителя на тема Мелник Мануил Маглавит като село, принадлежащо на капетаната Горна Валавища.

### В Османската империя
В османски данъчни регистри на немюсюлманското население от вилаета Тимур Хисаръ̀ от 1616 – 1617 година селото е отбелязано под името Куршова с 439 джизие ханета (домакинства), рудари. Според документ от 1625 година Куршова има 222 ханета.

В края на XIX век Крушево е голямо и почти чисто българско село в Демирхисарска каза. В селото има три черкви, най-забележителна от която е „Свети Илия“. За нея през 1916 година Антон Попстоилов пише: 
| „ | Българската църква „Св. пророк Илия“, строена в 1870 г., е монументално здание с мраморни стълбове и изцяло с дялани камъни. В Източна Македония тя е първата черква и никоя гръцка черква, градска или селска, не може да и съперничи. | “ |

 До западането на железодобивната индустрия в областта Мървашко, Крушево е едно от най-големите рударски селища в българските земи. Жителите промиват магнетитов пясък. Пехците са разположени по дола Долно усое и долното течение на река Рамянска, десен приток на Белица. Последната пехца на Белица спира да работи в 1902 година, а последните два самокова Галангушова и Караджова – в началото на века и в 1908 година.
Александър Синве („Les Grecs de l’Empire Ottoman. Etude Statistique et Ethnographique“), който се основава на гръцки данни, в 1878 година пише, че в Крушово (Krouchiovo), Мелнишка епархия, живеят 1800 гърци. В „Етнография на вилаетите Адрианопол, Монастир и Салоника“, издадена в Константинопол в 1878 година и отразяваща статистиката на населението от 1873 Крушево (Krouchévo) е посочено като село с 395 домакинства с 1200 жители българи и 25 мюсюлмани.
През 1891 година Георги Стрезов пише:
| „ | Крушово, по същата посока на СИ от Демир Хисар 4 часа. Разположено на полянка близу до Белица. Пътят удовлетворителен. Повечето са земледелци; почва доста плодородна. Изкарва най-много и най-добро качество мисир. Тютюн се сее, най-добрият по цяло Демир Хисарско; лозя, от които вино се разпродава по Неврокопско. 3 църкви; богослужението на български. В това голямо село за сега училище няма. 425 къщи, между които само 8 турски. | “ |

Според статистиката на Васил Кънчов („Македония. Етнография и статистика“) в 1900 година в Крушово живеят 2450 българи, 30 турци и 30 власи.

#### Възрожденски борби
Крушево има съществен принос в борбите за църковно-национална независимост на македонските българи през XIX век. По думите на Васил Кънчов:
| „ | Населението на планинските села около Крушево е много разбудено. В селата Крушево, Кърчово и други някои в черквите им се е чело по славянски от старо време. Когато се почна черковната борба, крушевчани най-първо са повдигнали глава в Демир-Хисарско... | “ |

 Селото първо от цялата каза започва открита борба срещу мелнишкия гръцки владика. От 1860 година в Крушево функционира новобългарско училище с първи учител Иван Гологанов. След учредяването на Българската екзархия през 1870 година селото е разделено в конфесионално отношение на екзархисти и патриаршисти. През 1875 година българите екзархисти прогонват от селото митрополитския наместник Неофит Врачански и обръсват брадата му. Заради тази случка властите затварят българското училище, а българският учител и местните първенци са изпратени на заточение. По данни на секретаря на Българската екзархия Димитър Мишев („La Macédoine et sa Population Chrétienne“) в 1905 година в Крушово има 2408 българи екзархисти, 760 българи патриаршисти гъркомани и 54 власи. В селото функционират начално и прогимназиално българско училище с 2 учители и 90 ученика, както и начално гръцко училище с 2 учители и 15 ученика.
В 1904/1905 година в българското училище в селото преподават Мария Ташкова и Василка Михайлова.
При избухването на Балканската война в 1912 година 38 души от Крушево са доброволци в Македоно-одринското опълчение. По време на войната Крушево е освободено от Седма рилска дивизия през 1912 година. Тогава къщите в селото са около 600, от които 500 български екзархийски, 40 гъркомански, 30 турски и 30 влашки. През 1913 година българският кмет на Крушево М. Орджанов е принуден да избяга поради набезите на гръцки чети.

### В Гърция
По време на Междусъюзническата война през 1913 година, Крушево е опожарено от гръцката армия.
След войната остава в пределите на Гърция. Гръцките власти започват да тероризират всички жители с изявено българско национално съзнание. Така например капитанът на разположената в селото гръцка военна част смазва от бой поп Тодор, защото провежда църковната служба на български език.
Голяма част от българите се изселват в България на три вълни – в 1913, в 1918 след края на Първата световна война и в 1925 по спогодбата за обмен на население между България и Гърция, като в селото остават само около 80 гъркомански семейства. На мястото на изселилите се са заселени гърци бежанци от Мала Азия. В 1928 година Крушево има смесено население от местни хора и бежанци – 204 бежански семейства с 679 души.
В 1927 името на селото е преведено на гръцки на Ахладохорион (Крушево село). До 1967 година кмет на селото е гъркоманинът Димитър Червенков.
Потомците на бежанците от Крушево в България живеят в Сандански, Гоце Делчев, Петрич и Пловдив.
До 2011 година Крушево е център на самостоятелна община в ном Сяр.
| Име                                          | Име                                        | Ново име       | Ново име        | Описание |
| -------------------------------------------- | ------------------------------------------ | -------------- | --------------- | --- |
| Меча поляна                                  | Μέτσα Πουλιάνα                             | Херсон         | Χέρσον          | местност в Шарлия на ЮИ от Крушево и на ЮЮИ от Кърчово |
| Кюге                                         | Κιούγκε                                    | Солин          | Σωλήν           | местност в Шарлия на ЮИ от Крушево и на ЮИ от Кърчово |
| Рамне                                        | Ραμνέ                                      | Потамия        | Ποταμιά         | ниви в Шарлия на ЮИ от Крушево и на ЮЮИ от Кърчово |
| Кочило                                       | Κοτσίλο                                    | Бастуни        | Μπαστούνι       | връх в Шарлия на ЮИ от Крушево и на ЮЮИ от Кърчово |
| Кривчейка                                    | Κρεφτσέκια                                 | Страва Дендра  | Στραβά Δένδρα   | дол с гори и ниви в Шарлия на ЮИ от Крушево и на Ю от Кърчово; композитно име от крив и чей от чай с преглас а > е след ч, < турското çay, „река“ и топонимична наставка, семантично сравнимо Крива река |
| Мокра или Мокря                              | Μόκρα                                      | Игрон          | Ύγρόν           | връх в Шарлия на Ю от Крушево (1267,9 m) |
| Хумница                                      | Χούμνιτσα                                  | Кокинохомия    | Κοκκινόχωμα     | дол с ниви в Шарлия на Ю от Крушево; от хума, „креда“, от латинското humus чрез гръцкото χώμα, „пръст“, „земя“, „почва“ и топонимична наставка                                                           |
| Котафов Препек                               | Κοτάφο Πρεπέκ                              | Терми          | Θέρμη           | възвишение в Шарлия на Ю от Крушево |
| Крушевска река                               | Κρουσοβίτης                                | Ахладитис      | Άχλαδίτης       | реката на Крушево |
| Нановица                                     | Νανοβίτσα                                  | Неотопос       | Νεότοπος        | ниви в Шарлия ЮИ от Кърчово; по личното име Нано и топонимична наставка |
| Големо Бачово                                | Μεγάλο Μπάτσοβο                            | Мегало Камини  | Μεγάλο Καμίνι   | връх в Шарлия на ИЮИ от Кърчово (1003 m) |
| Сланидол                                     | Σλανιντόλ                                  | Дросерон       | Δροσερόν        | |
| Ликата, Лака или Ляката                      | Λύκατα                                     | Фламбури Рема  | Φλαμούρι Ρέμα   | река в Шарлия Ю от Крушево |
| Скиндерика                                   | Σκιντέρικα                                 | Корифула       | Κορυφούλα       | връх в Шарлия на И от Кърчово |
| Котка или Котка ряка                         | Κότκα                                      | Гаторема       | Γατόρεμα        | |
| Стаговица или Станковица                     | Στάγκοβιτς                                 | Прасинон Рема  | Πράσινον Ρέμα   | река на З от Крушево, десен приток на Белица |
| Тагарька, Тагарка или Тагарика               | Ταγάρικα                                   | Агия Елени     | Άνία Έλένη      | ниви и връх на ЮЗ от Крушево (851,6 m) |
| Скарагушка или Скаранкушка                   | Σκαραγκούσκα                               | Мавропули      | Μαυροπούλι      | местност на ЗЮЗ от Крушево |
| Долна Плоска                                 | Κάτω Πλόσκα                                | Трапези        | Τραπέζι         | връх в Сенгелската планина на СЗ от Крушево (705 m) |
| Суха поляна или Суха пуляна                  | Σούχα Πουλιάνα                             | Ксеротопос     | Ξερότοπος       | Каменистата поляна по река Дула североизточно от Крушово |
| Дула                                         | Ντουλά                                     | Кидониес       | Κυδωνιές        | Крушевската река в горното ѝ течение, както и чешма и ниви И от Крушево |
| Бистрако или Бистраково                      | Μπίστρακο                                  | Катарада       | Καθαράδα        | |
| Чукар                                        | Τσοκάρ                                     | Корифи         | Κορυφή          | възвишение И от Крушево, на чието южен край е Кърчовският връх (Кърчовски връо) |
| Ак бунар                                     | Άκ Μπουνάρ                                 | Аспри Вриси    | Άσπρη Βρύση     | извор на СИ от Кърчово; от турското ak bunar, „бял кладенец“, по цвета на водата |
| Пашлака                                      | Πασλάκα                                    | Аспрес Петрес  | Άσπρες Πέτρες   | |
| Каминир чукар                                | Καμίνιρ Τσουκάρ                            | Петрокорфи     | Πετροκόρφι      | връх на СИ от Кърчово (1836 m) |
| Кючук дере                                   | Κουτσούκι                                  | Микрон Рема    | Μικρόν Ρέμα     | [ 26 ] |
| Глъбина или Глабина                          | Γκλέμπονα                                  | Хайдемени      | Χαϊδεμένη       | местност на СЗ от Крушево; от старобългарското с ѫ > ъ в говора |
| Садово                                       | Σάντοβο                                    | Нистагменос    | Νισταγμένος     | |
| Страгово, Странково, Стрънково или Стренково | Στράγκοβο                                  | Фовисменос     | Φοβισμένος      | |
| Горна Глъбина или Горна Глабина              | Άνω Γκλέμπενα                              | Ано Хайдемени  | Άνω Χαϊδεμένη   | местност на С от Крушево в подножието на Волак Рамен; от старобългарското с ѫ > ъ в говора |
| Божкови ниви                                 | Μποσκοβενίδι, Μποσκοβενίβι                 | Петрото        | Πετρωτό         | връх в Славянка (1348 m) |
| Спаньовица, Спановица или Спанивица          | Σπανοβίτσα                                 | Кимисмено Рема | Κοιμισμένο Ρέμα | река, извираща от Славянка и вливаща се в Крушевската река като десен приток, както и хребет и седловина на С от Крушево                                                                                 |
| Половир или Польовир или Полювир             | Πολιοβίρι                                  | Пиги           | Πηγή            | връх в Славянка (1600 m – 1500 m) на СИИ от Крушево |
| Кръста                                       | Κράστα                                     | Псориарико     | Ψωριάρικο       | връх в Славянка (1600 m – 1300 m), ССИ от Крушево |
| Бура                                         | Μπούρα                                     | Трихоникон     | Τριγωνικόν      | |
| Гарваница                                    | Γκαρβανίτσα                                | Мавропули Рема | Μαυροπούλι Ρέμα | |
| Пресечена бърчина                            | Πριβιτσέκα Μπαρτσίνα, Πρισιτσέκα Μπαρτσίνα | Акорфон        | Άκορφον         | връх в Славянка (2000 m – 1600 m), ССИ от Крушево |
| Али Ботуш                                    | Άλή Μπουτούλ                               | Цолияс         | Τσολιάς         | Най-високият връх на планината Алиботуш, у нас Гоцев връх |
| Чанчали                                      | Τσαντσαλή                                  | Кудуни         | Κουδούνι        | |
| Лагува                                       | Λαγκούβα                                   | Стенолакос     | Στενόλακκος     | |
| Сандуру                                      | Σαντουρού                                  | Катистон       | Καθιστόν        | река на З от Крушево, десен приток на Крушевската река |
| Омерли                                       | Όμερλή                                     | Ксирорема      | Ξηρόρεμα        | река на З от Крушево, десен приток на Крушевската река |
| Карабидже                                    | Καραμπιτζέ                                 | Каминада       | Καμινάδα        | река на З от Крушево, десен приток на Крушевската река |
| Омерли                                       | Όμερλή                                     | Ерипия         | Έρείπια         | бивше село на З от Крушево |
| Боцка или Боцика                             | Μπότσικα                                   | Дисватон       | Δύσβατον        | местност на З от Крушево |
| Орта махала                                  | Όρτά Μαχαλά                                | Халасмана      | Χαλάσματα       | бивше село на З от Крушево |
| Кали бунар                                   | Καλιμπουνάρ                                | Воскотопос     | Βοσκότοπος      | изворче и местност в Ю подножие на Сенгелската планина на ЗСЗ от Крушево; от гръцкото καλός, „добър, хубав“, тъй като въпреки че е на върха на планината, изворчето никога не пресъхвало                 |
| Цямара                                       | Τσιαμάρα                                   | Стронгилон     | Στρογγυλόν      | връх в Сенгелската планина на СЗ от Крушево (1018 m) |

| Година    | 1913 | 1920 | 1928 | 1940 | 1951 | 1961 | 1971 | 1981 | 1991 | 2001 | 2011 | 2021 |
| --------- | ---- | ---- | ---- | ---- | ---- | ---- | ---- | ---- | ---- | ---- | ---- | ---- |
| Население | 1999 | 1590 | 1459 |      |      |      |      |      |      | 814  | 596  | 458  |

## Личности
Родени в Крушево
- Ангел Атанасов (1879 – 1952), български революционер
- Ангел Янкулов, български революционер
- Георги Попиванов (1900 – 1960), български революционер от ВМРО
- Георги Хаджиев (1909 – 1948), гръцки комунист, арестуван след Споразумението от Варкиза, войник на ДАГ, убит на 28 декември 1948 година; жена му и двете му деца също са войници на ДАГ, синът му е заловен и лежи дълги години в затвора, а дъщеря му Ана загива на 18 години в Беласица като войник от 132-а бригада[49]
- Димитър Андреев, македоно-одрински опълченец, 26-годишен, бичкиджия, 2 отделна партизанска рота, 3 рота четвърта битолска дружина, кръст „За храброст“ ІV степен[50]
- Димитър Гологанов (1901 – 1987), български книжар и издател
- Димитър Гущанов (1876 – 1903), български революционер
- Димитър Миленков (? – 1923), български революционер, след войните леарски помощник в Либяхово и деец на МФО, убит от ВМРО при междуособиците в революционното движение[51]
- Иван Гологанов (1870 – 1908), български революционер
- Иван Миленков, български революционер, избран за член на Демирхисарския революционен комитет на ВМОРО в 1900 година (със седалище в Крушево)[52]
- Иван Самарджиев, български революционер от ВМОРО, председател на Демирхисарския окръжен революционен комитет със седалище Крушево през 1900 година[53]
- Илия Гологанов (1865 – 1910), български журналист и революционер
- Илия Бижев (1882 – 1966), български революционер и общественик
- Йосиф Спасов Парапанов (1873 - след 1943), български революционер
- Константин Кюров, български революционер, деец на ВМОРО
- Константин Стоянов Станоев, български учител в Солун между 1874 и 1877 година[54]
- Кръстьо Самарджиев (1886 – 1925), деец на ВМОРО и БЗНС
- Кръстьо Халянов (? – 1909), български революционер
- Мито Антов, македоно-одрински опълченец, 21-годишен, обущар, ІV отделение, Кукушка чета[55]
- Никола Бижев (? – 1905), български революционер
- Спиро Гологанов (1880 – 1917), български лекар
- Спиро Иванов Веселинов – Марин (1922 – 1944), български партизанин[56]
- Стоил Божков (Бижов, Божов, 1850 – 1928), български опълченец (1877 – 1878)
- Стоян Стоянов, български революционер от ВМОРО, завършил трети прогимназиален клас и преподавал в родното си село, той е член на Демирхисарския околийски революционен комитет между 1906 и 1907 година[57]
- Христо Попиванов (1868 – 1936), български революционер, деец на ВМОРО
- Янаки Георгиев (? – 1903), български революционер, войвода на ВМОК

Починали в Крушево
- Иван Гологанов (1839 – 1895), български просветен деец и фолклорист

Свързани с Крушево
- Атанас Гущанов (около 1850 – ?), български просветен деец, женен в Крушево и учител в селото
- Йоргос Капудзидис (р. 1972), гръцки актьор